# Département de Río Hondo
Le département de Río Hondo est une des 27 subdivisions de la province de Santiago del Estero en Argentine. Son chef-lieu est la ville de Termas de Río Hondo.
Le département a une superficie de 2 124 km2. Sa population s'élevait à 50 781 habitants en 2001.

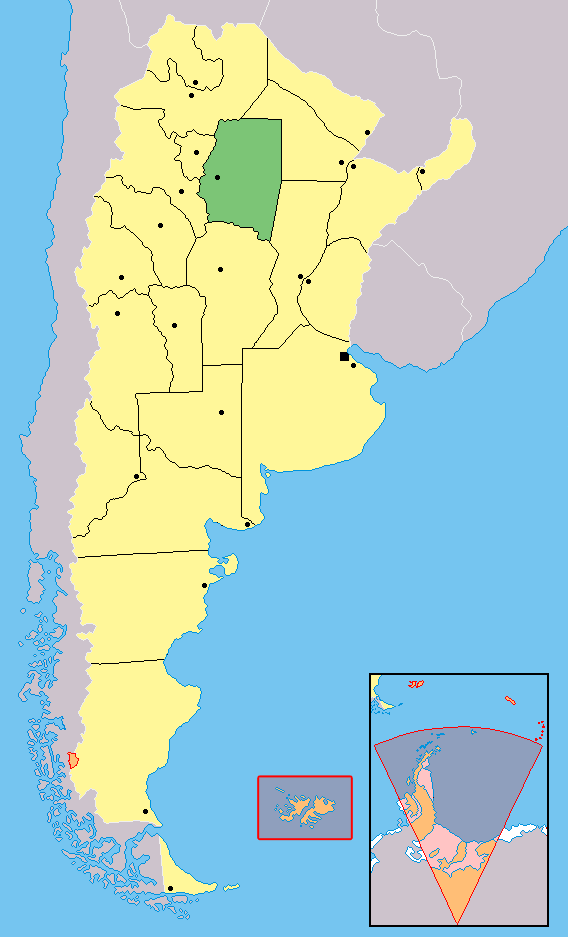
Localisation de la province de Santiago del Estero en Argentine

## Villes et localités
- Los Núñez
- Termas de Río Hondo, chef-lieu
- Villa Río Hondo